# 967 v.Chr.
Het jaar 967 v.Chr. is een jaartal volgens de christelijke jaartelling.

## Gebeurtenissen

### Mexico
- Volgens de latere kronieken van Palenque heeft ahau Kix-Chan de dynastie van deze stad gesticht. De Olmeken beleven weliswaar een bloeitijd, maar of Palenque inderdaad al bestaat is niet duidelijk.

### Assyrië
- Koning Tiglat-Pileser II (967 - 935 v.Chr.) regeert over het Assyrische Rijk.